# Ptochophyle definita
Ptochophyle definita är en fjärilsart som beskrevs av Louis Beethoven Prout 1922. Ptochophyle definita ingår i släktet Ptochophyle och familjen mätare. Inga underarter finns listade.